# Bogusław Rogalski
Bogusław Rogalski (ur. 11 marca 1972 w Makowie Mazowieckim) – polski polityk i politolog, doktor nauk humanistycznych, w latach 2004–2009 poseł do Parlamentu Europejskiego VI kadencji, następnie doradca frakcji Europejskich Konserwatystów i Reformatorów ds. międzynarodowych.

## Życiorys
W 1997 uzyskał tytuł zawodowy magistra na kierunku historia w Wyższej Szkole Pedagogicznej w Olsztynie. W 2009 uzyskał stopień doktora nauk humanistycznych w zakresie nauk o polityce na podstawie pracy Główne problemy i rezultaty polskiego uczestnictwa w Parlamencie Europejskim w latach 2004–2006 na Wydziale Nauk Politycznych Akademii Humanistycznej im. Aleksandra Gieysztora w Pułtusku.
W latach 1993–1997 zasiadał w zarządzie okręgu olsztyńskiego Stronnictwa Narodowego, a także należał m.in. do Niezależnego Zrzeszenia Studentów przy WSP w Olsztynie. W wyborach samorządowych w 2002 kandydował na stanowisko prezydenta Olsztyna z ramienia Ligi Polskich Rodzin, zajął 4. miejsce spośród 11 kandydatów z poparciem blisko 9%. W tych samych wyborach uzyskał mandat radnego sejmiku warmińsko-mazurskiego II kadencji, w którym zasiadał do 2004. W wyborach w 2004, otrzymawszy 32 087 głosów, został wybrany do Parlamentu Europejskiego z listy Ligi Polskich Rodzin w okręgu obejmującym województwa podlaskie i warmińsko-mazurskie. W Europarlamencie zasiadał w Komisji Spraw Zagranicznych, delegacji ds. współpracy Unii Europejskiej z krajami Andyjskiego Wspólnego Rynku, a także Komisji tymczasowej do zbadania sprawy rzekomego wykorzystania krajów europejskich przez CIA do transportu i nielegalnego przetrzymywania więźniów.
Działał w Młodzieży Wszechpolskiej i LPR, w której od 2002 pełnił funkcję przewodniczącego władz wojewódzkich, a od 2004 także rzecznika prasowego partii. W sierpniu 2005 wystąpił z tego ugrupowania. Zajął się wspólnie m.in. z Bogdanem Pękiem i Zygmuntem Wrzodakiem tworzeniem partii pod nazwą Forum Polskie, którą w 2006 wykreślono z ewidencji partii politycznych (był jej wiceprezesem). W 2008 współtworzył ugrupowanie Naprzód Polsko, którego był rzecznikiem prasowym (partię wyrejestrowano w 2010).
W PE należał do frakcji Niepodległość i Demokracja, później przeszedł do Unii na rzecz Europy Narodów. Bez powodzenia kandydował z ramienia własnego komitetu w przedterminowych wyborach prezydenta Olsztyna w 2009, w których uzyskał blisko 4% głosów.
W wyborach do Parlamentu Europejskiego w tym samym roku nie ubiegał się o reelekcję, po czym zadeklarował wycofanie się z życia publicznego. W wyborach prezydenckich w 2010 poparł kandydaturę Marka Jurka i wszedł w skład jego społecznego komitetu poparcia. Został w międzyczasie doradcą Europejskich Konserwatystów i Reformatorów ds. międzynarodowych w Parlamencie Europejskim, a także stałym felietonistą litewskiego portalu L24.lt. W lipcu 2015 założył partię Zjednoczenie Chrześcijańskich Rodzin, w której objął funkcję prezesa. Został jednym z liderów powołanego z inicjatywy księdza Ireneusza Skubisia Ruchu „Europa Christi”. W 2019, na mocy zawartego przez ZChR porozumienia, znalazł się na 1. miejscu listy Ruchu Prawdziwa Europa w wyborach do Parlamentu Europejskiego w okręgu małopolsko-świętokrzyskim; lista ta została jednak wyrejestrowana przed głosowaniem. W sierpniu 2019 jego ugrupowanie zawarło porozumienie z Konfederacją Wolność i Niepodległość o starcie działaczy ZChR z list tej partii w wyborach parlamentarnych w 2019, formalnie nie wchodząc w skład Konfederacji. W wyborach parlamentarnych w 2023 wystartował do Senatu w okręgu nr 46 z ramienia Zjednoczenia Chrześcijańskich Rodzin.